# Sándor Egervári
Sándor Egervári (Pomáz, 15 juli 1950) is een voormalig Hongaars voetballer, die na zijn actieve loopbaan het trainersvak instapte.
De voormalige verdediger van Budapest Honvéd FC, Szegedi SzEOL AK en MTK Hungária FC was bondscoach van Hongarije –21 tot 2010, waarna hij overstapte naar de nationale A-ploeg als opvolger van de weggestuurde Nederlander Erwin Koeman. De eerste wedstrijd onder zijn leiding was de vriendschappelijke wedstrijd op 11 augustus 2010 in en tegen Engeland, die met 2-1 werd verloren door twee treffers van Steven Gerrard. Egervári diende zijn ontslag in na afloop van de oorwassing in het WK-kwalificatieduel tegen Nederland (8-1) op vrijdag 11 oktober 2013 in de Amsterdam Arena.